# Повіт Сетана
Пові́т Сета́на (яп. 瀬棚郡, せたなぐん, МФА: [setana guɴ]) — повіт у Японії, в окрузі Хіяма префектури Хоккайдо.